# Петуховське
Петухо́вське (рос. Петуховское) — присілок у складі Білозерського району Курганської області, Росія. Входить до складу Новодостоваловської сільської ради.
Населення — 73 особи (2010, 105 у 2002).